# Leon Łuskino

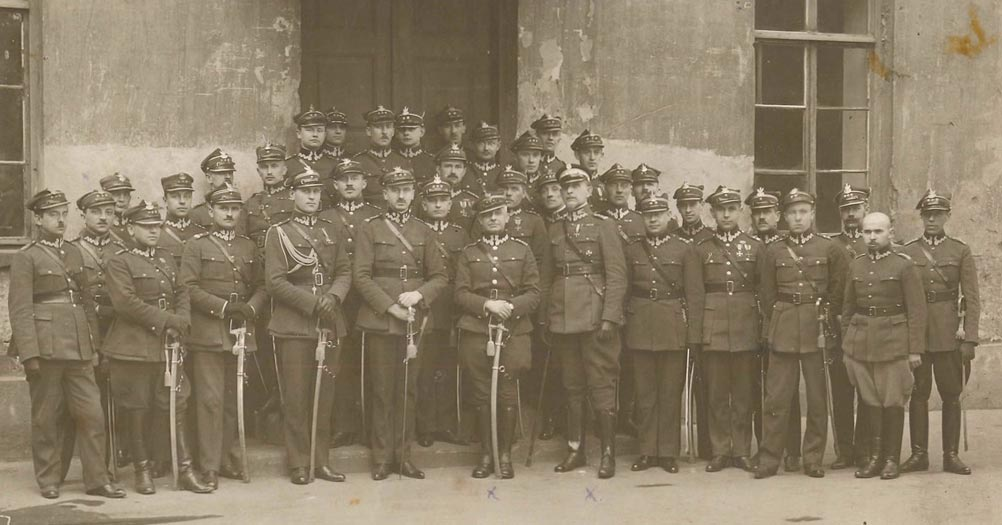
Obsada Oddziału V Sztabu Generalnego w 1924 roku - kpt. Stefan Boryczko stoi drugi od lewej. W środku stoi płk Leon Łuskino (zastępca Szefa Oddziału V).

Leon Łuskino ps. „El-Eł” (ur. 11 kwietnia 1872 w Chęcinach, zm. 9 maja 1948 w Warszawie) – pułkownik piechoty Wojska Polskiego, kompozytor, literat.

## Życiorys
Urodził się 11 kwietnia 1872 w Chęcinach, w rodzinie Ksawerego, pułkownika Armii Imperium Rosyjskiego, i Józefy z domu Krauze. Ukończył gimnazjum w Kielcach. Od 1889 służył w 28 Połockim Pułku Piechoty, od 1890 do 1892 odbył kurs w szkole junkrów w Odessie i wstąpił do Armii Imperium Rosyjskiego. Mianowany podporucznikiem w 1892, następnie porucznikiem w 1896. Uczestniczył w wojnie rosyjsko-japońskiej jako dowódca kompanii. W 1907 został awansowany do stopnia kapitana. W 1913 ukończył kurs dowódców batalionów w Oficerskiej Szkole Strzeleckiej w Oranienbaum.
Podczas I wojny światowej był dowódcą zapasowego 291 pułku piechoty od 6 czerwca 1916 do 22 grudnia 1917, po czym wystąpił z armii radzieckiej. Od kwietnia 1918 pełnił funkcję referenta do spraw wojskowych Polskiego Przedstawicielstwa w Piotrogrodzie. W 1919 został uwięziony przez sowietów, a na początku 1920 uwolniony i przekazany do Polski w grupie zakładników. Wstąpił do Wojska Polskiego. 1 kwietnia 1920 mianowany podpułkownikiem piechoty. Jako oficer nadetatowy 21 pułku piechoty od 1920 do 1925 sprawował stanowisko zastępcy szefa Oddziału V (personalnego) Sztabu w Ministerstwie Spraw Wojskowych. W 1925 sprawował stanowisko przewodniczącego Sądu Honorowego dla Oficerów Sztabowych przy Ministerstwie Spraw Wojskowych. Następnie został przeniesiony służbowo do 28 Dywizji Piechoty w Warszawie. W marcu 1926 został przydzielony do 28 DP na stanowisko oficera Przysposobienia Wojskowego. Z dniem 16 maja 1926 został przeniesiony służbowo do Oddziału V Sztabu Generalnego, w którym powierzono mu czasowe pełnienie obowiązków szefa oddziału. W lutym 1927 został mianowany szefem Wydziału Wyznań Niekatolickich Ministerstwa Spraw Wojskowych (etat generalski), który 1 czerwca tego roku został przemianowany na Biuro Wyznań Niekatolickich. Z dniem 30 września 1927 został przeniesiony w stan spoczynku.
Rozpoczął pracę w administracji cywilnej. Od lutego 1928 był wydawcą pisma „Gospodarz Polski”. Następnie został kierownikiem Centralnego Biura Filmowego w Ministerstwie Spraw Wewnętrznych, gdzie kierował komórką cenzury filmowej. Cenzura ingerowała w filmy zagraniczne, usuwając z nich nieraz więcej niż połowę treści. W przypadku filmów polskich cenzorzy ingerowali w proces produkcji, wymuszając odpowiedni kształt scenariusza i ingerując w dialogi. Tygodnik „Jutro Pracy” nazwał zespół cenzorski kierowany przez Łuskinę „filmową Ochraną”. Działał także na polu kulturalnym. Był kompozytorem i twórcą piosenek. Został autorem pieśni żołnierskiej „Szara piechota”, autorem słów piosenek, wykonywanych przez Hankę Ordonówną („Dwie majstrowe”, „Wróżka”, „Rodzinna radość”, „Marzenie” – autor słów i muzyki), Zofię Terné. Był wykonawcą piosenek w warszawskim teatrzyku Qui Pro Quo.
Poniósł śmierć w 1948 w wyniku kolizji z kolejką na warszawskim Czerniakowie. Został pochowany na Cmentarzu Czerniakowskim.
Jego żoną była Aleksandra z domu Kopernik. Nie mieli dzieci.

## Ordery i odznaczenia
- Krzyż Oficerski Orderu Odrodzenia Polski (2 maja 1923)[15][16][17][18]
- Medal Pamiątkowy za Wojnę 1918–1921[1]
- Medal Dziesięciolecia Odzyskanej Niepodległości[1]
- Order Świętego Stanisława II klasy (Imperium Rosyjskie)
- Order Świętego Stanisława III klasy (Imperium Rosyjskie)
- Order Świętej Anny II klasy (Imperium Rosyjskie)
- Order Świętej Anny III klasy (Imperium Rosyjskie)
- Order Świętego Włodzimierza IV klasy (Imperium Rosyjskie)
- Kawaler Legii Honorowej (III Republika Francuska, 1923)[19][2][16]
- Medal Zwycięstwa (międzysojuszniczy)